# マンダリナ・ダック
マンダリナ・ダック（Mandarina Duck）は、イタリアの鞄、革製品ブランド。イタリア・ボローニャに本拠を置き、パリ、バルセロナ、デュッセルドルフ、ロンドンなどにも支店を持つ。

## 概要
イタリア・ボローニャで、パオロ・トレント（Paolo Trento）とピエトロ・マンナート（Pietro Mannato）が1968年に創業した会社で、1977年にユーティリティーというシリーズで創設。社名とロゴは、ロシアと中国の国境のウスリー川の河岸に生息するカモ科のオシドリに由来するとのこと。
鞄、革製品以外にも、サングラス、腕時計などの小物アクセサリー、携帯電話も扱う。